# شناسایی سامانه

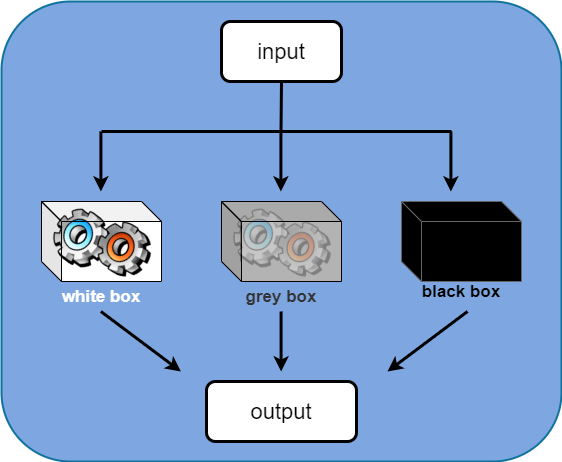
یک سامانه دینامیکی

شناسایی سامانه (انگلیسی: System identification) به استفاده از روش‌های آماری برای ساخت مدل‌های ریاضی از سامانه‌های دینامیکی، به وسیلهٔ داده‌های اندازه‌گیری شده گفته می‌شود. شناسایی سامانه همچنین به‌منظور طراحی بهینه آزمایش‌ها، تولید داده‌های آموزشی، نصب و تحلیل مدل‌ها مورد استفاده قرار می‌گیرد.